# طوبين أعمى
الطوبين الأعمى (Talpa caeca)، المعروف أيضًا باسم الطوبين المتوسطي، هو طوبين موجود في منطقة البحر الأبيض المتوسط. إنه مشابه للطوبين الأوروبي، ويتميز بامتلاكه لأعينٍ مغطاةٍ بالجلد. يوجد في ألبانيا وفرنسا واليونان وإيطاليا وموناكو والجبل الأسود وسان مارينو وصربيا وسلوفينيا وسويسرا وتركيا. عادة ما يكون لاحم بطبيعته. يمكن أن يصل طول الأفراد إلى 12 سم.